# Étienne-Gabriel Morelly
Étienne-Gabriel Morelly var en fransk samhällskritiker under 1700-talet.
Ingenting är känt om Morellys liv. Hans arbete Code de la nature ou le véritable esprit de ses lois de tout temps négligé ou méconnu (1755, 2:a utgåvan 1855) förde han fram tankar som gjorde honom till en föregångare till kommunismen. Verket är ett angrepp på det bestående samhället. Morely kräver statlig kontroll över såväl produktion som konsumtion. Morelly utövade ett stort inflytande på såväl François-Noël Babeuf, Charles Fourier som Louis Blanc.